# پای شیر گدوکی
پای شیر گدوکی (نام علمی: Alchemilla melancholica) یک گونه از سرده پای شیر از خانواده یا تیرهٔ گلسرخیان است.